# 蘇博齊
48°39′21″N 32°30′33″E / 48.65583°N 32.50917°E

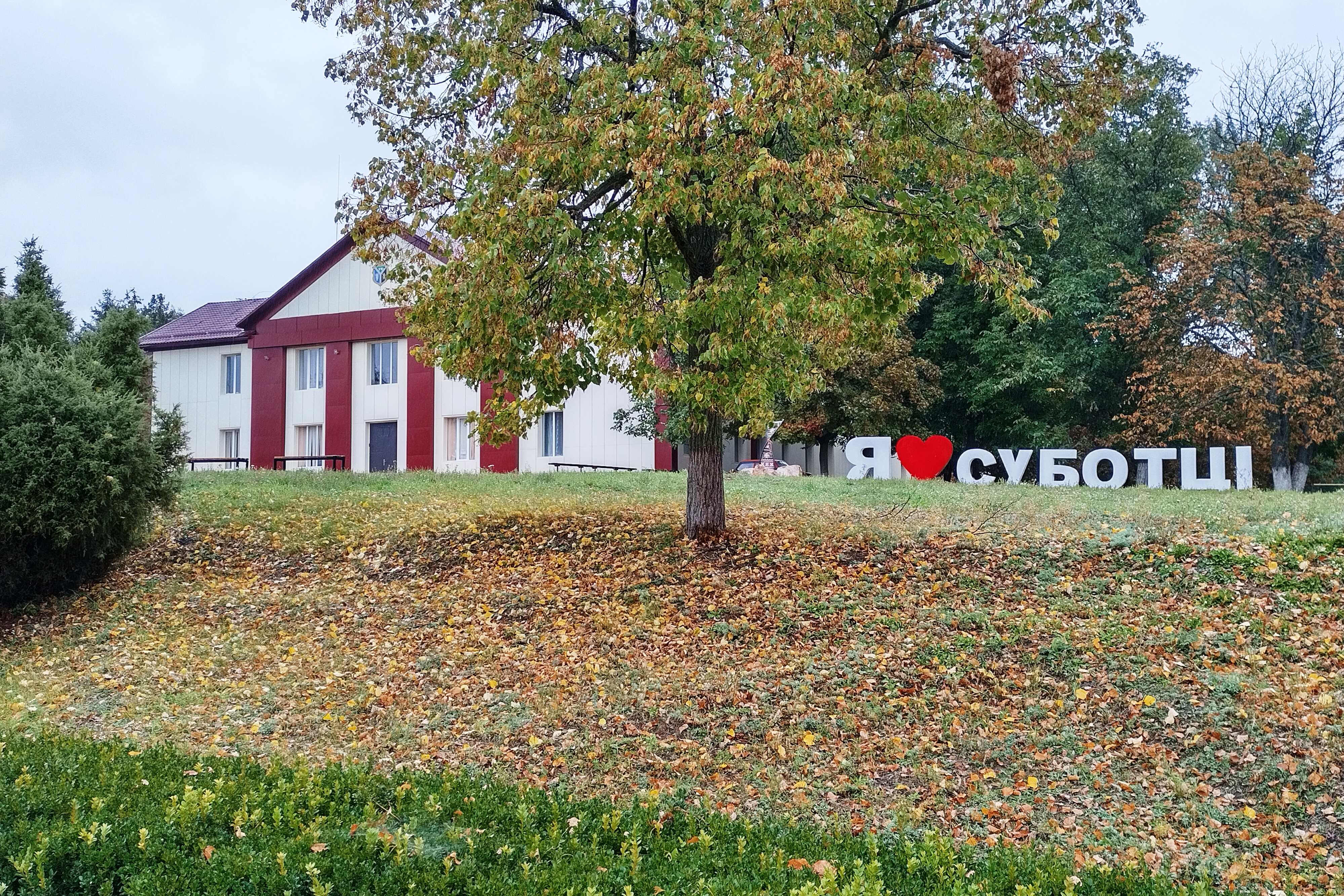
村景

蘇博齊（烏克蘭語：Суботці），是烏克蘭中部基洛夫格勒州克罗皮夫尼茨基区苏博齐市镇内的村落及其行政中心。始建於1753年，面積6.43平方公里，2001年人口1,753，人口密度每平方公里272.7人。